# SHOOT BOXING OSAKA 2019 “ALPINISME”vol.1
SHOOT BOXING OSAKA 2019 “ALPINISME” vol.1（シュートボクシング オサカ2019 ”アルピニズム”vol.1 ）は、シュートボクシングの大会の一つ。2019年8月10日、住吉区南住吉住吉区民センターで開催された。

## 大会概要
ニューヒロインの女神が前MAXFC王者を圧倒して勝利を勝ち取り、
メインの植山征紀、セミファイナルの深田一樹共にＫＯ勝ちするなど、9試合中4試合がKO判定となるなど、盛り上がる大会となった。

## 試合結果
第1試合　70.0kg契約　スターティングクラスルール　2分3R延長1R
◯  日本 山野璃久 vs.  日本 山口 力 ×
2R 44秒　KO
第2試合　63.0kg契約　スターティングクラスルール　2分3R延長1R
◯  日本 三宅祐弥 vs.  日本 長谷川尚登 ×
共にデビュー戦
3R 終了 判定2-0（30－28、29－29、30－28）
第3試合　53.0kg契約　スターティングクラスルール　3分3R延長1R
◯  日本 龍城 vs.  日本 長谷川大佑 ×
2R 33秒 KO
第4試合　CAESARS LEAGUE 2019＆ランキング戦 　SB日本フェザー級（-57.5kg）　エキスパートクラス特別ルール　3分3R延長無制限R
◯  日本 TSUTOMU vs.  日本 手塚翔太 ×
3R 終了 判定2-0（28－27、27－27、28－27）
第5試合 CAESARS LEAGUE 2019＆ランキング戦 　SB日本バンタム級（-52.5kg）　エキスパートクラス特別ルール　3分3R延長無制限R
◯  日本 川上叶 vs.  日本 内藤啓人 ×
3R 終了 判定3-0（30－28、30－28、30－29）
第6試合 CAESARS LEAGUE 2019＆ランキング戦 　SB日本フェザー級（-57.5kg）エキスパートクラス特別ルール　3分3R延長無制限R
◯  日本 魁斗 vs.  日本 元貴 ×
3R 終了 判定3-0（30－29、30－29、30ー28）
第7試合 49.5kg契約　エキスパートクラス特別ルール　3分3R 無制限延長R
◯  日本 女神 vs.  韓国 キム・ヒョソン ×
3R 終了 判定3-0（）
第8試合 セミファイナル　59.0kg契約　エキスパートクラス特別ルール　3分3R延長無制限R
◯  日本 深田一樹 vs.  日本 直也 ×
2R 2分30秒 終了KO
第9試合 メインイベント　56.0kg契約　エキスパートクラス特別ルール　3分3R延長無制限R
◯  日本 植山征紀 vs.  韓国 リ・ソンジェ ×
1R 1分50秒 終了 KO